# Mirosław Sajewicz
Mirosław Sajewicz (Przemyśl, 24 de abril de 1956-Duszniki-Zdrój, 29 de enero de 2016) fue un futbolista polaco que jugaba en la demarcación de delantero.

## Biografía
Debutó como futbolista en 1976 con el Ślęza Wrocław tras formarse en el Pogoń Duszniki-Zdrój. Posteriormente pasó por el PKS Odra Wrocław y Włókniarz Pabianice. En la temporada 1981/1982 fichó por el Widzew Łódź, con el que ganó la Ekstraklasa. También jugó en el Motor Lublin, Radomiak Radom, Stal Mielec y GKS Bełchatów. En 1987 se trasladó a Finlandia para fichar por el OTP Oulu por dos temporadas. Tras una temporada más en Finlandia jugando para el Mikkelin Palloilijat abandonó los terrenos de juego durante cuatro años, hasta que en 1992 volvió para jugar con el Metalowiec Łódź, Polonia Kępno y Start Łódź. con el que se retiró como futbolista en 1993.
Falleció el 29 de enero de 2016 en Duszniki-Zdrój a los 59 años de edad.

## Clubes
| Club                 | País      | Año         | Partidos | Goles |
| -------------------- | --------- | ----------- | -------- | ----- |
| Ślęza Wrocław        | Polonia   | 1976 - 1978 |          |       |
| PKS Odra Wrocław     | Polonia   | 1978 - 1980 |          |       |
| Włókniarz Pabianice  | Polonia   | 1980        |          |       |
| Widzew Łódź          | Polonia   | 1981 - 1982 | 30       | 4     |
| Motor Lublin         | Polonia   | 1982 - 1983 | 17       | 1     |
| Radomiak Radom       | Polonia   | 1983 - 1985 | 29       | 8     |
| Stal Mielec          | Polonia   | 1986        | 4        | 0     |
| GKS Bełchatów        | Polonia   | 1986 - 1987 |          |       |
| OTP Oulu             | Finlandia | 1987 - 1988 | 44       | 20    |
| Mikkelin Palloilijat | Finlandia | 1988        | 18       | 3     |
| Metalowiec Łódź      | Polonia   | 1992        |          |       |
| Polonia Kępno        | Polonia   | 1993        |          |       |
| Start Łódź           | Polonia   | 1993        |          |       |